# Let's Jump
Let's Jump er den første demo / EP fra det danske elektro-rock-band Dúné. Den blev udgivet i oktober 2003 af bandet selv.
Dette er den allerførste udgivelse fra Dúne, siden bandet fik deres navn i 2002. Dette er også eneste udgivelse hvor Ole Bjórn og Danny Jungslund ikke medvirker, da de først blev en del af bandet nogle måneder senere. De daværende fem medlemmer var henholdsvis 13 og 14 år gamle.

## Historie
Pladen indeholder fire synthpop sange med en ret simpel lyrik. Over tre dage blev den indspillet i  Twillight Studios i bandets hjemby Skive. På grund af medlemmers beskedne alder havde de heller ikke mange penge til at lave pladen for. Med hjælp fra guitarist Simon Troelsgaards far og resten af bandmedlemmerne byggede de et køkken for Kai Toft, som kompensation for dennes hjælp i forbindelse med indspilningen og lån af studiet. Desuden hjalp forsanger Matt Kolstrups storebror, Jeppe Kolstrup, med at producere, mikse og lave artwork til pladen. 
Nummeret "Searching Space" blev senere genindspillet, og udgivet på EPen Leaving Metropolis fra 2010.

## Modtagelse
Musikmagasinet Soundvenue gav EPen tre ud af seks stjerner, og skrev blandt andet: 
| Citat | I form af EPen ‘Let’s jump’ har Dúné præsteret et flot og meget lytteværdigt udspil.... - Vokalerne bærer desuden præg af, at bandmedlemmerne er meget unge. Det er der jo ikke noget at gøre ved – det vokser de fra. | Citat |
|       | |       |

## Produktion
Pladen blev indspillet i Twillight Studios i Skive med Leo Stengaard som producer, mens Jeppe Kolstrup og Esben Brandt fungerede som co-producere.

### Personel

#### Band
- Matt Kolstrup - Lead vokal, tekster
- Piotrek Wasilewski - Bas guitar, synthesizer
- Cecilie Dyrberg - Synthesizere og guitar
- Simon Troelsgaard - Guitar
- Malte Aarup-Sørensen - Trommer, percussion

#### Produktion
- Matt Kolstrup - musik, tekst og artwork
- Leo Stengaard - producer og mixing
- Jeppe Kolstrup - co-producer, mixing og artwork
- Esben Brandt - co-producer